# フーコー (小惑星)
フーコー (5668 Foucault) は小惑星帯の小惑星である。チェコのクレチ天文台 (Hvězdárna Kleť) でアントニーン・ムルコスが発見した。
フーコーの振り子の実験で知られるフランスの物理学者、レオン・フーコーから命名された。